# Nash (Texas)
Pour les articles homonymes, voir Nash.
Nash est une ville située à l'est du comté de Bowie, à l'ouest de Texarkana, au Texas, aux États-Unis,. La ville est initialement baptisée T. C. Junction, puis, en 1884, Park. Elle est finalement baptisée, sous son nom actuel, en 1906.

## Démographie
Lors du recensement de 2010, la ville comptait une population de 2 960 habitants. Elle est estimée, le 1er juillet 2019, à 3 229 habitants.

### Source de la traduction
- (en) Cet article est partiellement ou en totalité issu de l’article de Wikipédia en anglais intitulé « Nash, Texas » (voir la liste des auteurs).